# 3번 염색체
3번 염색체는 인간의 염색체 중 하나이며 인간의 염색체들 중에서 길이가 세 번째로 길다.

## 관련 질병
3번 염색체의 단완 끝 부분이 결손되면 성장의 지연과 정신 지체 등이 심하게 일어나며 두개골과 얼굴에 기형이 생기고 신체에 털이 과다하게 나거나 일자 눈썹이 나는 등의 증상을 보이는데 이것을 3번 염색체 단완 결손이라고 부른다.